# Dresden (Ohio)
Pour les articles homonymes, voir Dresden.
Dresden est un village américain situé dans le comté de Muskingum, dans l'Ohio. Selon le recensement de 2010, sa population est de 1 529 habitants.